# Pedro Duarte (Portugal)
Pedro Miguel de Azeredo Duarte (Oporto, 12 de julio de 1973) es un jurista y político portugués. Se desempeñó como ministro de Asuntos Parlamentarios en el XXIV gobierno constitucional del 2 de abril de 2024 al 5 de junio de 2025.

## Biografía
Licenciado en Derecho por la Universidad Católica Portuguesa y con una maestría en Economía Internacional y Estudios Europeos por el ISEG - Escuela Superior de Economía y Gestión de Lisboa, Pedro Duarte dirigió la Comisión Política Nacional de la JSD (Juventud Socialdemócrata, las juventudes del PSD) en dos periodos bianuales de 1998 a 2002.
Fue diputado de la Asamblea de la República por la circunscripción de Oporto, elegido sucesivamente en las elecciones parlamentarias de 1999, 2002, 2005 y 2009. Presidió la Comisión Parlamentaria de Juventud y Deportes entre 1999 y 2001, y la Comisión de Educación, Ciencia y Cultura entre 2002 y 2004. También fue vicepresidente del Grupo Parlamentario del PSD y de la Oficina de Juventud del YEPP (en inglés: Youth European People's Party, lit. 'Juventudes del Partido Popular Europeo') entre 2003 y 2005.
Fue Secretario de Estado de Juventud en el XVI gobierno constitucional, liderado por Pedro Santana Lopes. Entre 2011 y 2024, fue Director de Asuntos Corporativos de Microsoft en Portugal. Tras dirigir la campaña de la candidatura derrotada de Luís Filipe Menezes al Ayuntamiento de Oporto en 2013, se le encargó dirigir la campaña de Marcelo Rebelo de Sousa para las elecciones presidenciales de 2016, que Rebelo de Sousa ganó en la primera vuelta.
El 2 de abril de 2024 fue nombrado ministro de Asuntos Parlamentarios en el Gabinete Montenegro.
A raíz del escándalo político del Caso Spinumviva que implicaba al propio primer ministro portugués, Luís Montenegro, se disolvió la Asamblea y se convocaron nuevas elecciones parlamentarias que la Alianza Democrática volvió a ganar, rehaciendo un nuevo gabinete (XXV gobierno constitucional) en el que Carlos Abreu Amorim le sucedería como ministro de Asuntos Parlamentarios.